# Molles
Molles – miejscowość i gmina we Francji, w regionie Owernia-Rodan-Alpy, w departamencie Allier.

## Demografia
Według danych na rok 1990 gminę zamieszkiwały 732 osoby, a gęstość zaludnienia wynosiła 27 osób/km². W styczniu 2015 r. Molles zamieszkiwało 867 osób, przy gęstości zaludnienia wynoszącej 32 osoby/km².